# 628 Christine
För andra betydelser, se Christine.
628 Christine eller 1907 XT är en asteroid i huvudbältet, som upptäcktes 7 mars 1907 av den tyska astronomen August Kopff i Heidelberg. Namnets ursprung är okänt.
Asteroiden har en diameter på ungefär 48 kilometer.